# قوات محمية عدن
كانت قوات محمية عدن قوة عسكرية جُنّدت من سكان القبائل للدفاع المحلي عن محمية عدن تحت الحكم البريطاني. جُنّدت القوات من جميع أنحاء المحمية، وتسلّحت ودرّبت وقادها الجيش الهندي والقوات الجوية الملكية والجيش البريطاني في مراحل مختلفة من تاريخ القوة. استخدموا شعار سلطنة لحج، وهو جنبية، شعارًا لهم. 

## تاريخ

### تأسيس
تأسست القوة في الأول من أبريل عام 1928، في المقام الأول لحماية محطات سلاح الجو الملكي بعد تغيير وضع عدن إلى قيادة جوية في أبريل عام 1927.  وكان دورها الثانوي هو مساعدة الشرطة المدنية، وخاصة في محمية عدن الغربية حيث كانت هناك اضطرابات منذ العام السابق.  كما نظمت القوة فرقة جمال مكونة من 48 جمالًا. 
قبل عام 1928، كانت الحامية البريطانية في عدن تتألف من كتيبة مشاة بريطانية وأخرى هندية، بالإضافة إلى وحدات المدفعية الملكية ومفارز من المهندسين العسكريين وعمال المناجم.  تم تشكيل وحدة مشاة محلية، تُعرف باسم فوج المشاة اليمني الأول، في محمية عدن خلال عامي 1917 و1918 للخدمة في الحرب العالمية الأولى ولكن تم حلها في عام 1925. 

### تنظيم
كان العقيد إم سي ليك من جيش الهند البريطاني أول قائد للقوة. تولى المقدم جيه سي (روبي) روبنسون القيادة في عام 1929 وظل قائدًا حتى عام 1939.  في عام 1928، ضمت الفرقة ضابطين بريطانيين وستة فصائل من العرب المجندين من القبائل المختلفة التي عاشت في سفوح التلال أو المناطق الجبلية العالية في المحمية. ضمت كل فصيلة ضابطًا واحدًا و34 ضابط صف وجندي، بالإضافة إلى 48 جملًا و8 بغال لحملهم وإمداداتهم ومعداتهم.  خلال السنوات الأولى من وجود القوة، كان عدد من صغار الضباط وضباط الصف الكبار من الهنود. 
كانت كتيبة مستودع جند محمية عدن، وهي قاعدة ومنظمة تدريب تابعة له، متمركزة في مستعمرة عدن. ضمّ المستودع مساكن للمتزوجين، وعيادة لحديثي الولادة، ومدرسة للأطفال، وفرقة سلاح المشاة، وفرقة الهجن التابعة له. كما تمركزت هناك وحدات إمداد جوي ووحدات إصلاح وإمداد أخرى.
كان المستشفى الواقع بالقرب من خور مكسر، مستشفى عامًا تابعًا لسلاح الجو الملكي البريطاني بسعة 160 سريرًا، وكان يقدم الرعاية الطبية المجانية لأعضاء القوة النشطين البالغ عددهم 1500 رجل وعائلاتهم، وكذلك للأعضاء السابقين، أي ما يقرب من 10,000 شخص في المجموع. كما قدم المستشفى الأدوية. وكان قائد المستشفى طبيبًا من سلاح الجو الملكي البريطاني؛ وساعده ضابطان صف من سلاح الجو الملكي البريطاني وموظف إدارة وإمدادات. قدم ثلاثة أطباء من سلاح الجو الملكي البريطاني وجراح، بمساعدة أطباء محليين، التغطية الطبية. وكان أفراد سلاح الجو الملكي البريطاني الآخرون ممرضين اثنين وفنيي مختبر وصيدلي. شكل السكان المحليون بقية الموظفين وكانوا جميعًا قد تلقوا تدريبًا في الموقع. 

### الضباط العرب
كان يُطلق على الضباط العرب لقب "بمباشي"، وكان واحد منهم في كل كتيبة مسؤولاً أمام قائد الإدارة العربية. وكانوا يحملون رتب الحاكم، مثل ملازم ثانٍ وملازم أول ونقيب ورائد. وخلال فترة سيطرة سلاح الجو الملكي البريطاني قبل عام 1957، كان هناك نظام مختلف لتسميات الرتب العربية على جميع المستويات. وكانت الرتبة العربية العليا هي مقدم.

### الحرب العالمية الثانية
خلال الحرب العالمية الثانية، توسعت قوة المشاة البحرية من 600 إلى 1600 رجل. عملت القوات في عدن ومحمية عدن الغربية، كما وفرت حاميات في جزيرة سقطرى والشارقة. وبحلول عام 1939، تم إنشاء جناح مضاد للطائرات تابع للقوة، والذي أسقط طائرة إيطالية خلال الحرب. 
في عام 1942، بدأت عملية استمرت ست سنوات لاستبدال أفراد الجيش البريطاني العاملين في سلاح المشاة البريطاني بضباط وجنود من فوج سلاح الجو الملكي البريطاني. أدت هذه السياسة إلى إعادة تنظيم القوة لتصبح قوة تكتيكية من جناحين، كل منهما يعادل كتيبة تقريبًا، بالإضافة إلى جناح إداري. وأُضيف جناح مشاة ثالث بعد عام 1948. 

### ما بعد الحرب
خلال أحداث عدن في ديسمبر 1947، أثبت بعض أفراد الجيش العربي عدم كفاءتهم في السيطرة على العنف بين الطوائف، فأطلقوا النار عشوائيًا على منازل اليهود، مما أسفر عن مقتل العديد من السكان. 
عادت القوات إلى سيطرة وزارة الحرب عام 1957، حيث حل ضباط وضباط صف من الجيش البريطاني محل المعارين من سلاح الجو الملكي البريطاني.  كان مقر القوات في خطوط سيداسير في خور مكسر. وتم الحفاظ على قواعد وحاميات أمامية "في المناطق الشمالية" في الضالع والمكلا وسيئون وبيحان وزنجبار، وعتق ولودر ومكيراس.
في عام 1958، صدّت القوات، بدعم من القوات البريطانية وسلاح الجو الملكي البريطاني، تسللات حدودية من القوات اليمنية في منطقة جبل جحاف. واستمرت الاشتباكات الحدودية مع الجماعات القبلية اليمنية الشمالية حتى أواخر الخمسينيات.

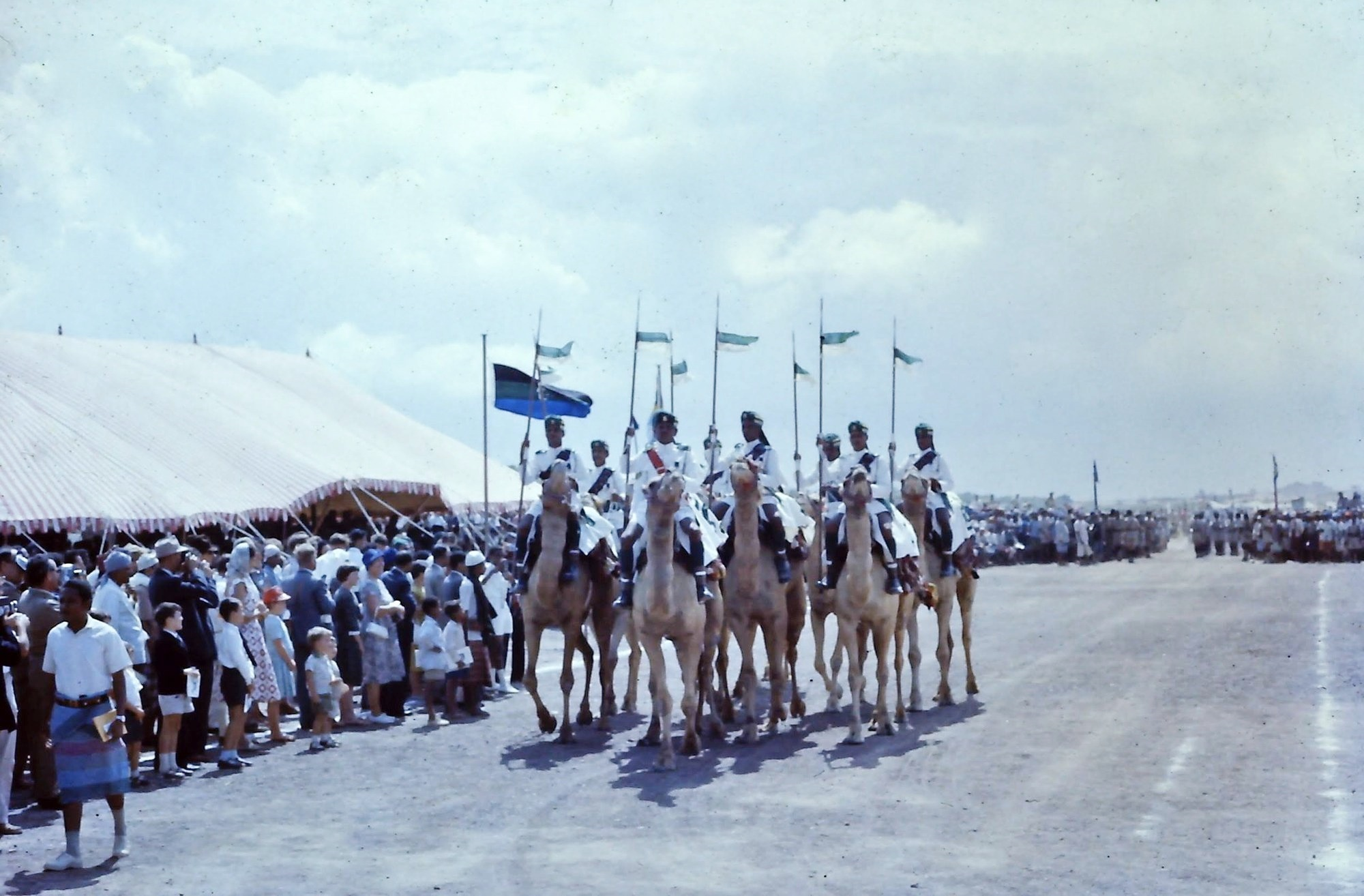
فرقة من جنود محمية عدن تستعرض قرب زنجبار، عاصمة سلطنة الفضلي، عامي 1962/1963. كان الحدث جزءًا من احتفالات مرتبطة بتأسيس اتحاد الجنوب العربي الجديد. العلم هو علم سلطنة الفضلي.

بحلول عام 1961، تكونت الفرقة من أربع كتائب بنادق، كل منها كان لديه سرية أسلحة مجهزة بقذائف هاون عيار 82 ملم ومدافع رشاشة متوسطة وفصيلة إشارات وسرية نقل ميكانيكي. تم إنشاء بطارية مدفعية متوسطة مزودة بثمانية مدافع ميدانية من طراز أوردنانس عيار 25 رطلاً متمركزة في الضالع ومكيراس، وتم إنشاء كتيبة بنادق خامسة في عام 1964، بعد أن أصبح الجنود الجيش النظامي الفيدرالي. كانت الفرقة قوة معادلة للواء مع ضباط إمداد جوي وضباط اتصال جوي خاصين بها وضابط عربي كبير. وشملت الوحدات الإضافية سرب السيارات المدرعة التابع لفرقة المشاة الذي تم إنشاؤه في عام 1962 في بيحان بأربع عشرة سيارة مدرعة من طراز دايملر وسرب إشارات فرقة مشاة وفرقة موسيقى وفرقة الجمال التي كانت وحدة احتفالية. 
في 30 نوفمبر 1961، وبعد إنشاء اتحاد الجنوب العربي، غيّرت الفرقة اسمها لتصبح الجيش النظامي الاتحادي. بعد عام 1967، انضم معظم القوات والعديد من الضباط المحليين من جنود المشاة إلى جيش اليمن الجنوبي المشكل حديثًا، أو القوات المسلحة لجمهورية اليمن الديمقراطية الشعبية. تألف الجيش الجديد من دمج وحدات جيش التحرير الشعبي القائمة مع 7000 جندي ووحدات من منظمة حرب العصابات الجبهة القومية للتحرير الماركسية التي قادت الثورة المناهضة للبريطانيين. اعتُبر الأفراد الذين دربتهم بريطانيا غير موثوقين سياسيًا، وتم تطهيرهم من القوات المسلحة المعاد تنظيمها لجمهورية اليمن الشعبية التي تأسست حديثًا. 

## الجوائز
تم منح الضباط والرتب الأخرى من الجنود الأوسمة التالية:
- وسام الخدمة المتميزة
- سبعة صلبان عسكرية
- ميداليتان عسكريتان
- ضابط واحد من وسام الإمبراطورية البريطانية
- ثلاثة أعضاء في وسام الإمبراطوريات البريطانية
- وسام الإمبراطورية البريطانية

## الشارات والزي الرسمي

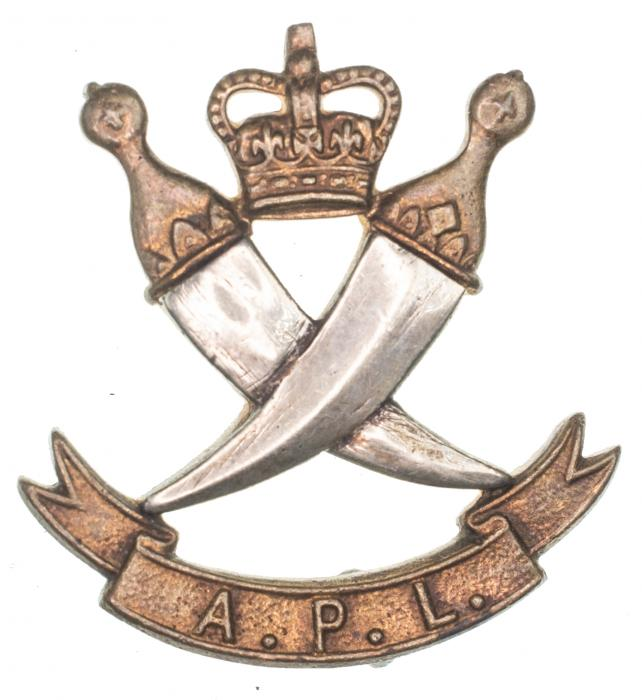

كان شعار القوة، الذي ارتداه الجنود بتصاميم مختلفة منذ أربعينيات القرن العشرين، يتضمن جنبيات متقاطعة تحت هلال ونجمة، مع شعار "السلام عليكم" باللغة العربية.
طوال تاريخها، ارتدت الفرقة زيّ التدريب الكاكي الخاص بالجيش الهندي البريطاني، مع عمامة على الطراز البنجابي. أثناء الخدمة في المناطق النائية من المحمية، اعتمدت جميع الرتب لفافة رأس بسيطة من الكاكي، أو ماشيدا، مستوحاة من قبيلة العوذلي التي جُنّد منها العديد من جنود المشاة. أما فرقة الجمال وحرس الشرف، فقد ارتدوا زيّاً احتفالياً أبيض مع عمامة خضراء وحزام خصر. 

## روابط خارجية
- "Aden Airways". Skyscanner. مؤرشف من الأصل في 2011-07-07.
- Taylor، I. C. (ديسمبر 1999). "National Service in Aden". The Pharmaceutical Journal. ج. 263 ع. 7076: 1018–1019. مؤرشف من الأصل في 2008-09-07.